# 草地保隆
草地 保隆（くさち やすたか、1973年1月22日 - ）は、鹿児島県曽於郡出身の元騎手（地方・岩手所属）。

## 来歴
幼少の頃は「お給料がいいから」という理由でバキュームカーの運転手になりたいと思っていたが、中学卒業後に地方競馬教養センターへ入学し、後に高崎→浦和で活躍する水野貴史と同期となる。
1990年4月15日の水沢第6競走アラ系4才3・アーバンレデイ（8頭中7着）で初騎乗を果たし、6月2日の盛岡第10競走サラ系一般3・カナンフブキで初勝利を挙げ、初年度は8勝をマーク。2年目の1991年は初の2桁となる15勝を挙げるも目立たなかったが、8月4日に高知で行われた第6回全日本新人王争覇戦に出場。同期の水野や小牧毅と腕を競ったが、10頭中9着に終わる。3年目の1992年に特別戦初勝利を挙げるなど37勝、1993年は大幅に勝ち星を伸ばし62勝でリーディング6位に入り、期待の若手として注目を集める。1997年には盛岡芝2400mで行われた東北サラブレッド大賞典をロイヤルハーバーで制し、自身初の重賞勝ちを決めると、リーディングでも自身最高の5位にランクイン。
1999年には川崎のスパーキングレディーカップにキャニオンビューチで遠征した際、騎乗機会を得た第4競走4歳ロ・ヤヘイキングで南関東初騎乗初勝利を挙げた。
2003年には盛岡で行われた東北優駿で13頭中13番人気のベルノネに騎乗し、道中最後方から一気の豪快な競馬で1着となり大波乱を演出。同時に自身のダート重賞での初勝利となったが、この後は自厩舎のシャンハイジャパンの主戦騎手となり、3歳夏にかけて同馬で重賞3勝・特別2勝を含む8勝を挙げるなど大活躍。
逃げや追い込みと言った乗り方を好み、特に追い込みには強いこだわりを持っており、現地では草地の騎乗馬が後方の離れた位置で競馬をしている光景を目にすることができた。水沢では、たまに後方から一気に捲って早めに先頭に立つ奇襲的な仕掛けを見せることもあった。2008年12月15日水沢第10競走たろし滝レースでジェドに騎乗し、スタートで大きく出遅れたものの、1周目の3〜4コーナーで全馬を一気に交わして先頭に立ち、向正面の直線で追走する馬に10馬身以上の差を付けた。2周目の4コーナーを回った時点で追走する馬に5馬身差程に詰め寄られたものの、最後の直線では持ったまま後続を大きく引き離してそのまま逃げ切り勝ちを決めた。
2008年には金杯・コンバットキックで久々の重賞制覇を飾るが、2009年3月9日付を以って現役を引退。2009年1月11日の水沢第7競走C1六組でアミスターデに騎乗し、2着に9馬身差を付ける逃げ切り勝ちで899勝とし通算900勝に王手をかけたが、結局これが最後の勝利となった。翌12日の第11競走江刺まるぶん食堂杯・コスモアンファング（9頭中9着）が最後の騎乗となった。
引退後は大井の外厩で厩務員として働いていたが、後に川崎・山崎尋美厩舎の厩務員として働いた。

## 通算成績
8698戦899勝 2着879回 勝率10.3% 連対率20.4%  

### 主な騎乗馬
- ロイヤルハーバー（1997年東北サラブレッド大賞典）
- マイダイナマイト（2000年オパールカップ）
- ベルノネ（2003年東北優駿）
- シャンハイジャパン（2003年若駒賞、2004年ダイヤモンドカップ・岩鷲賞）
- コンバットキック（2007年金杯）